# Латиноамериканська література

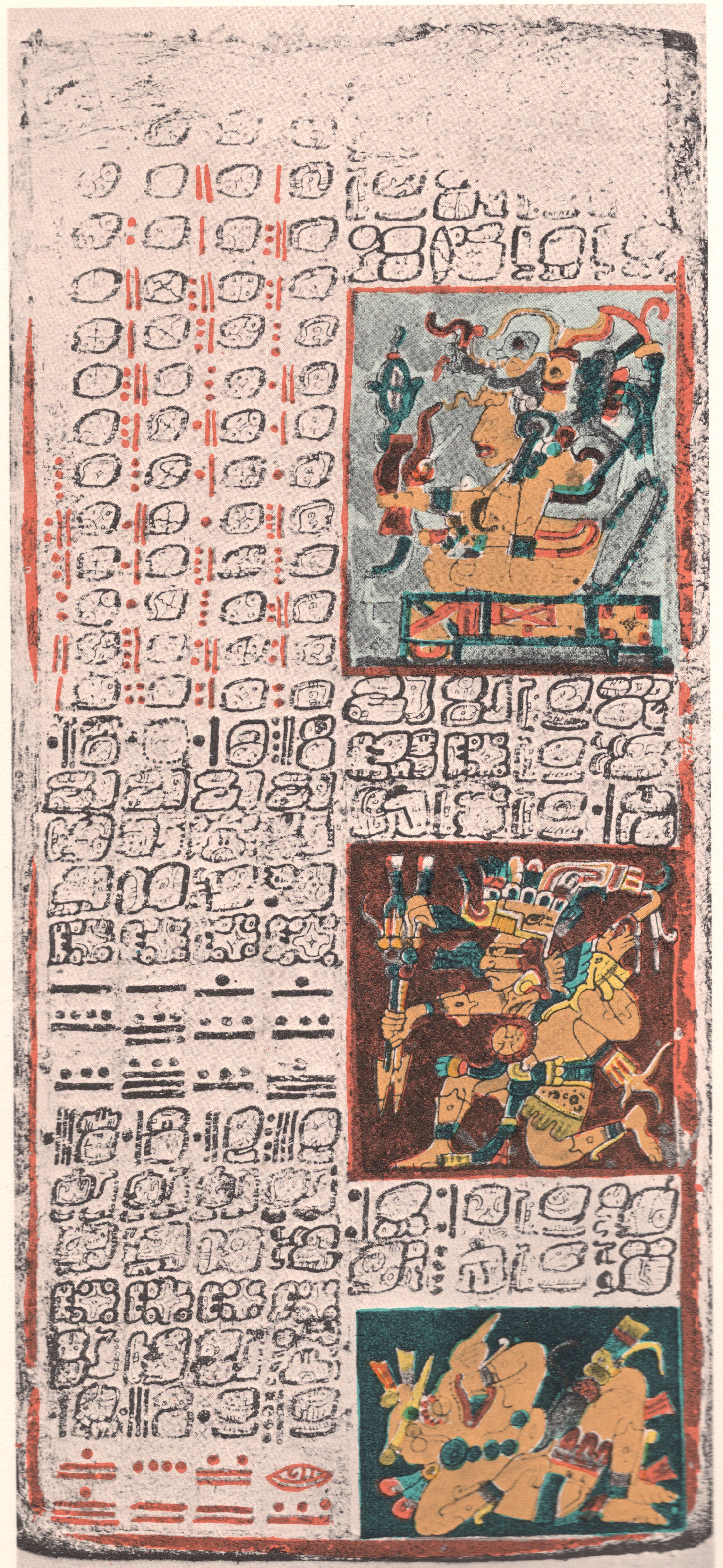
Дрезденський кодекс мая, сторінка № 2.

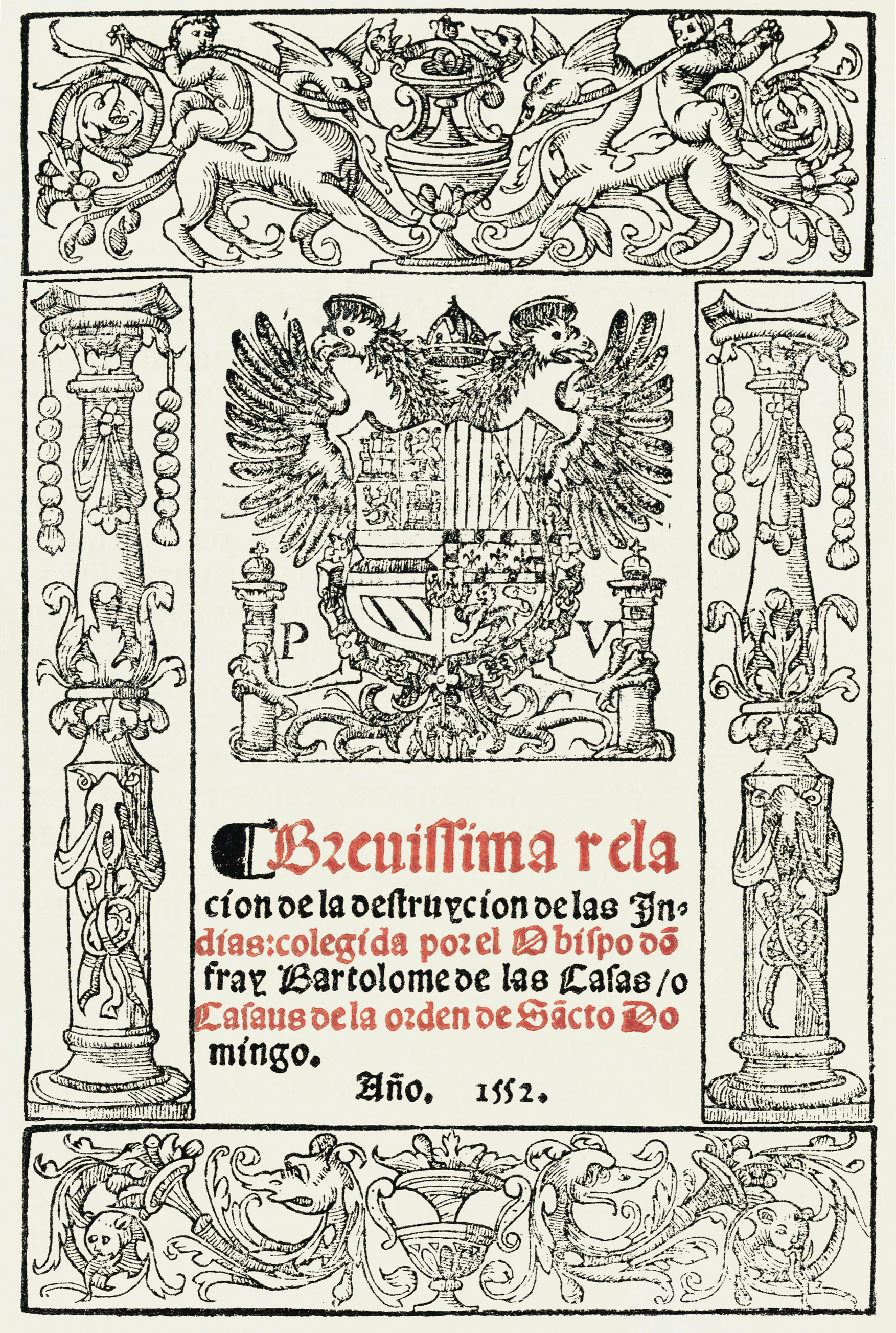
Бартоломе де лас Касас: «Найкоротша реляція про руйнування Індій» (Brevísima relación de la destrucción de las Indias) (1484—1566)

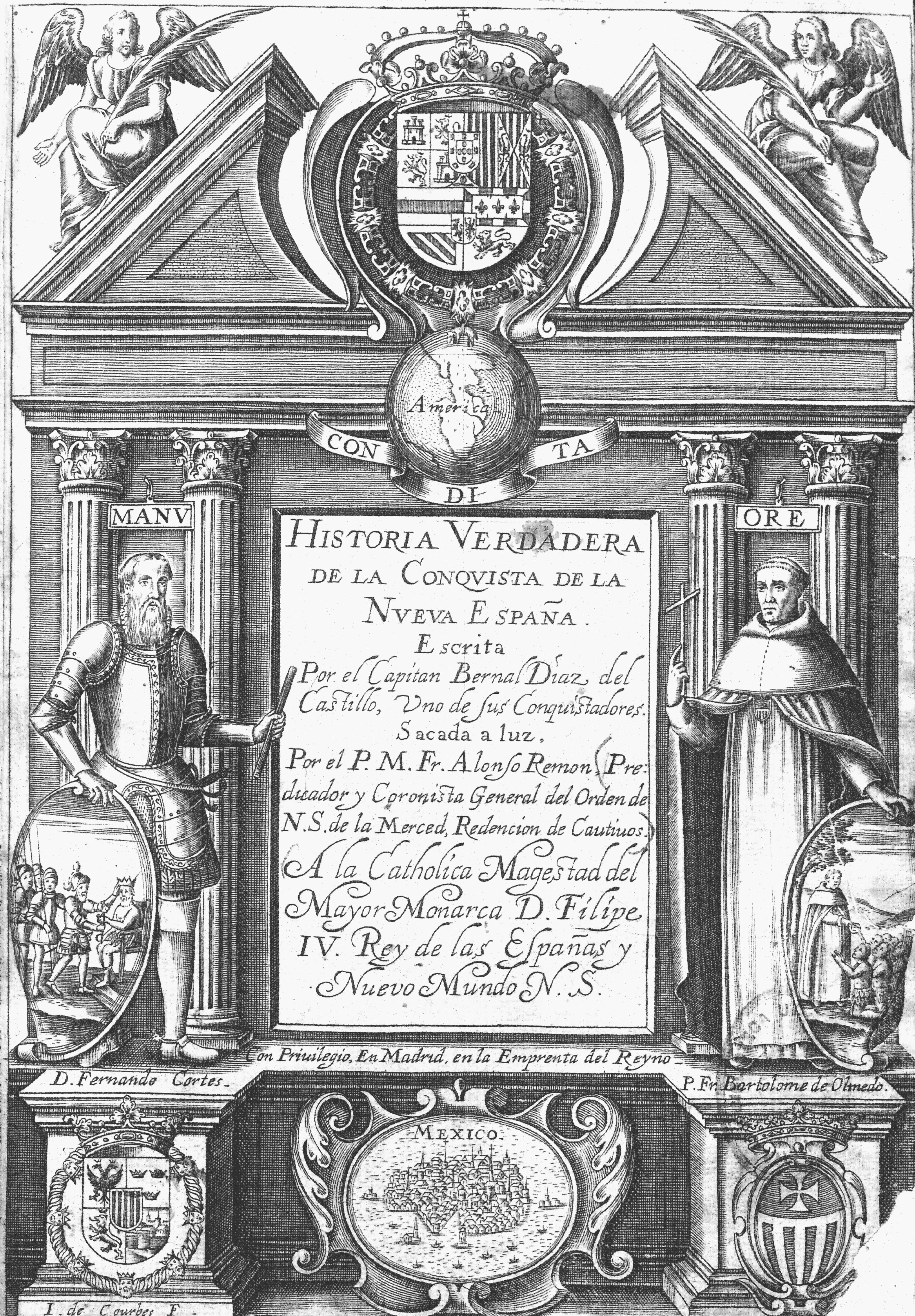
Берналь Діас дель Кастільйо: Правдива історія завоювання Нової Іспанії

Латиноамериканська література — іспаномовна художня література Західної півкулі (визначення «Енциклопедії Британіки»). За ширшим визначенням, до латиноамериканської літератури належать усі усні та письмові твори літератури Латинської Америки різними мовами, зокрема іспанською, португальською, індіанськими мовами Південної Америки та Месоамерики. Також до латиноамериканської літератури відносять літературу США, написану іспанською мовою.
У другій половині XX століття латиноамериканська література набула чималої популярності, насамперед завдяки розвитку в Латинській Америці модерністської течії, що отримала назву «магічний реалізм». Завдяки латиноамериканському буму в літературі значно зросло зацікавлення до латиноамериканських авторів у світі. Ціла плеяда загалом доволі різних письменнків у 1950-ті, 1960-ті роки здобула міжнародне визнання, це зокрема такі автори, як Аугусто Роа Бастос з Парагваю, Хорхе Луїс Борхес, Ернесто Сабато та Хуліо Кортасар з Аргентини, Карлос Фуентес із Мексики, Маріо Варгас Льоса із Перу, Пабло Неруда з Чилі, Алехо Карпентьєр з Куби, Мігель Анхель Астуріас із Гватемали, Габріель Гарсіа Маркес із Колумбії.
Латиноамериканський бум відкрив дорогу для наступних поколінь письменників цього регіону (пост-бум), таких як Роберто Боланьо, Ізабель Альєнде, Елена Понятовська та Луїса Валенсуела.
Шість латиноамериканських авторів були відзначені Нобелівською премією з літератури: чилійська поетеса Габріела Містраль (1945), гватемальський прозаїк Мігель Анхель Астуріас (1967), чилійський поет Пабло Неруда (1971), колумбійський письменник Габріель Гарсіа Маркес (1982), мексиканський поет Октавіо Пас (1990) та перуанський письменник Маріо Варгас Льоса (2010).
Чимало письменників з Латинської Америки були відзначені найвищими літературними преміями Іспанії (Премія Сервантеса) та Португалії (Премія Камоенса).
Престижна «Колекція репрезентативних творів ЮНЕСКО» (фр. Collection UNESCO d'œuvres représentatives) має спеціальну «Ібероамериканську серію», до якої зокрема увійшли такі автори, як Андрес Бельо (Венесуела), Флор Ромеро (Колумбія), збірка текстів Сімона Болівара, Хуан Соріля де Сан Мартін (Уругвай), Жозуе Монтелло (Бразилія), Хосе Енріке Родо (Уругвай), Орасіо Кіроґа (Уругвай), Домінго Фаустіно Сарм'єнто (Аргентина), Джон Ллойд Стефенс (США), Алонсо де Ерсілья-і-Суньїга (Іспанія, Чилі), Інка Ґарсіласо де ла Веґа (Перу), Бернардіно де Саагун (Іспанія, Мексика), Жуакін Марія Машаду де Ассіс (Бразилія) та ін.

## Історія

### Доколумбова література
Доколумбові культури були насамперед усними, проте доволі розвинуту писемність мали майя та ацтеки. Більшість доколумбових писемних пам'яток було знищено іспанськими конкістадорами. Зберегился лише деякі ацтекські кодекси та зовсім небагато кодексів інших етносів (Кодекс Селден — міштеки), Кодекс Коспі — міштеки або тлашкаланці, Кодекс Лод).
Література майя представлена лише поодинокими письмовими джерелами давніх юкатанських майя. Донині збереглося лише чотири кодекси майя. Є свідчення про те, що у майя були міфологічні епічні твори, лірика, військові гімни та пісні, але вони майже не збереглися. Пізній період історії майя позначений великою кількістю релігійної та епічної літератури, сюжети якої також часто переплітаються з міфологією. Значну цінність мають вцілілі пророчі тексти майя, найбільш відомими з яких є книги «Чилам-Балам» (пророцтва Балама). Крім пророцтв у ціх книгах присутні важливі історичні хроніки X — XI століть.
Зразки усної народної творчості іноді записувалися вже після приходу європейських колонізаторів (збірка «Пополь-Вух»). Усна оповідна традиція збереглася донині в Перу (кечуа) та в Гватемалі (мовою кіче).

### Колоніальна література

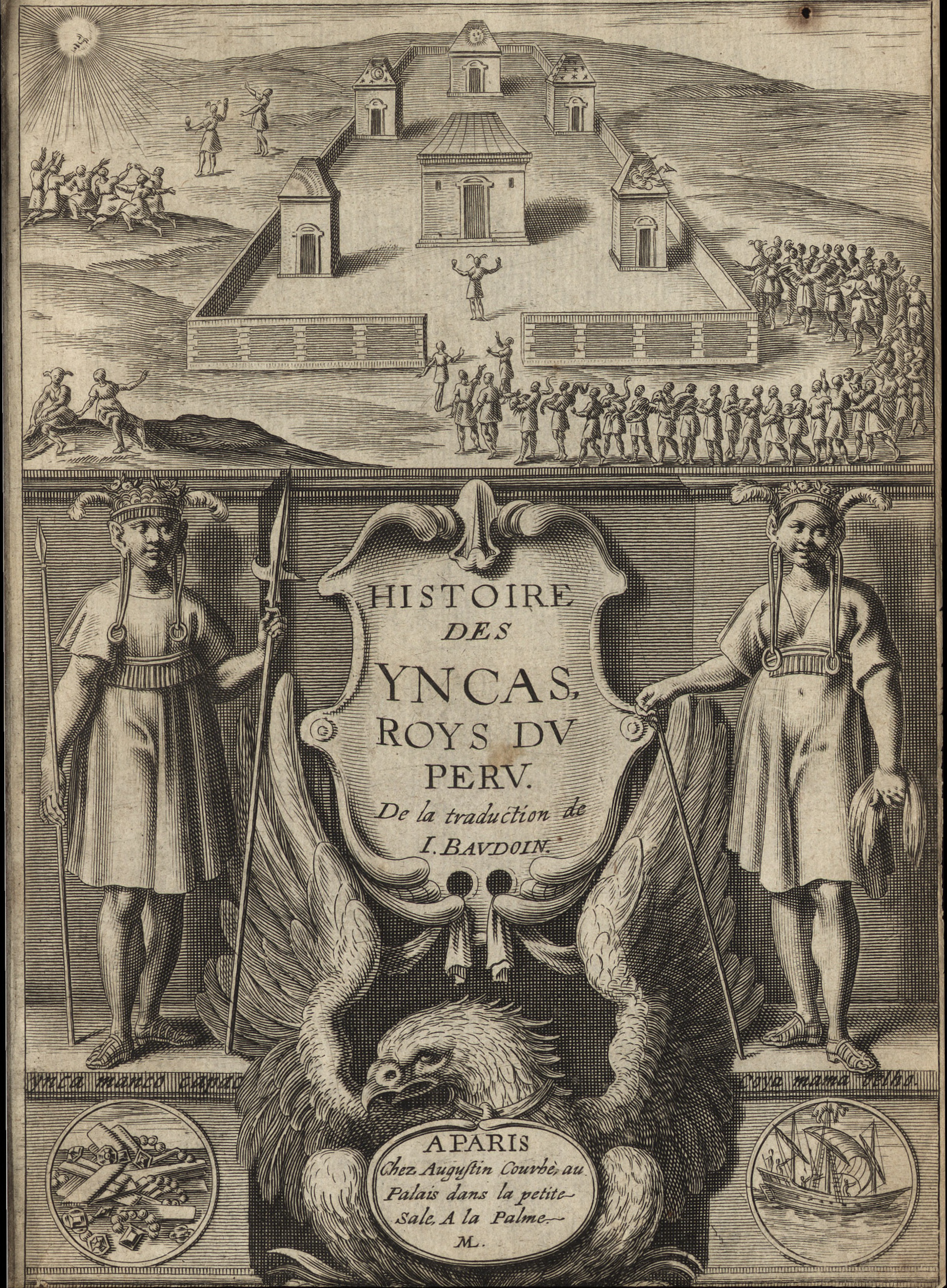
Інка Ґарсіласо де ла Веґа, «Достеменні коментарі стосовно походження Інків, що були королями Перу»

З самого початку появи європейців у Новому Світі мандрівники й конкістадори створили низку письмових свідчень та описів свого життєвого досвіду, такими документами є, наприклад, листи Христофора Колумба чи опис завоювання Мексики Берналя Діаса дель Кастільйо. Іноді колоніальні практики викликали жваву дискусію щодо етики колонізації та статусу корінних народів, що відображено, зокрема, у «Найкоротшій реляції про руйнування Індій» Бартоломе де лас Касаса.
Метиси та індіанці також сприяли формуванню літератури колоніального періоду. Такі автори, як Інка Ґарсіласо де ла Веґа та Гауман Пома де Аяла написали звіти про іспанські завоювання зі своєї перспективи, яка часто контрастує з поглядами колонізаторів.
Під час колоніального періоду писемна культура часто перебувала в руках церкви, типовою представницею цього суспільного прошарку була Хуана Інес де ла Крус, авторка поезій та філософських есе. Під кінець XVIII й на початку XIX століття з'явилася особлива креольська літературна традиція, в рамках якої були написані перші романи, насамперед тут слід згадати роман Хосе Хоакіна Фернандеса де Лісарді «Капосний папуга» («El Periquillo Sarniento», 1816).
Власне й самі борці проти колоніальної влади самі були видатними літераторами, наприклад Сімон Болівар або Андрес Бельо.

### Романтизм, реалізм, натуралізм та нові літературні тенденції

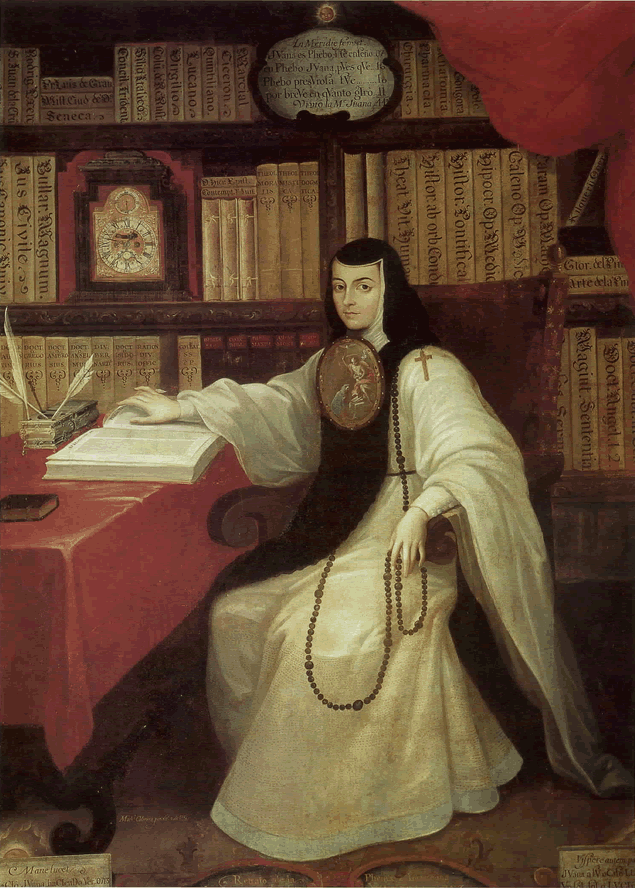
Хуана Інес де ла Крус

### Модернізм, авангард і предтеча буму

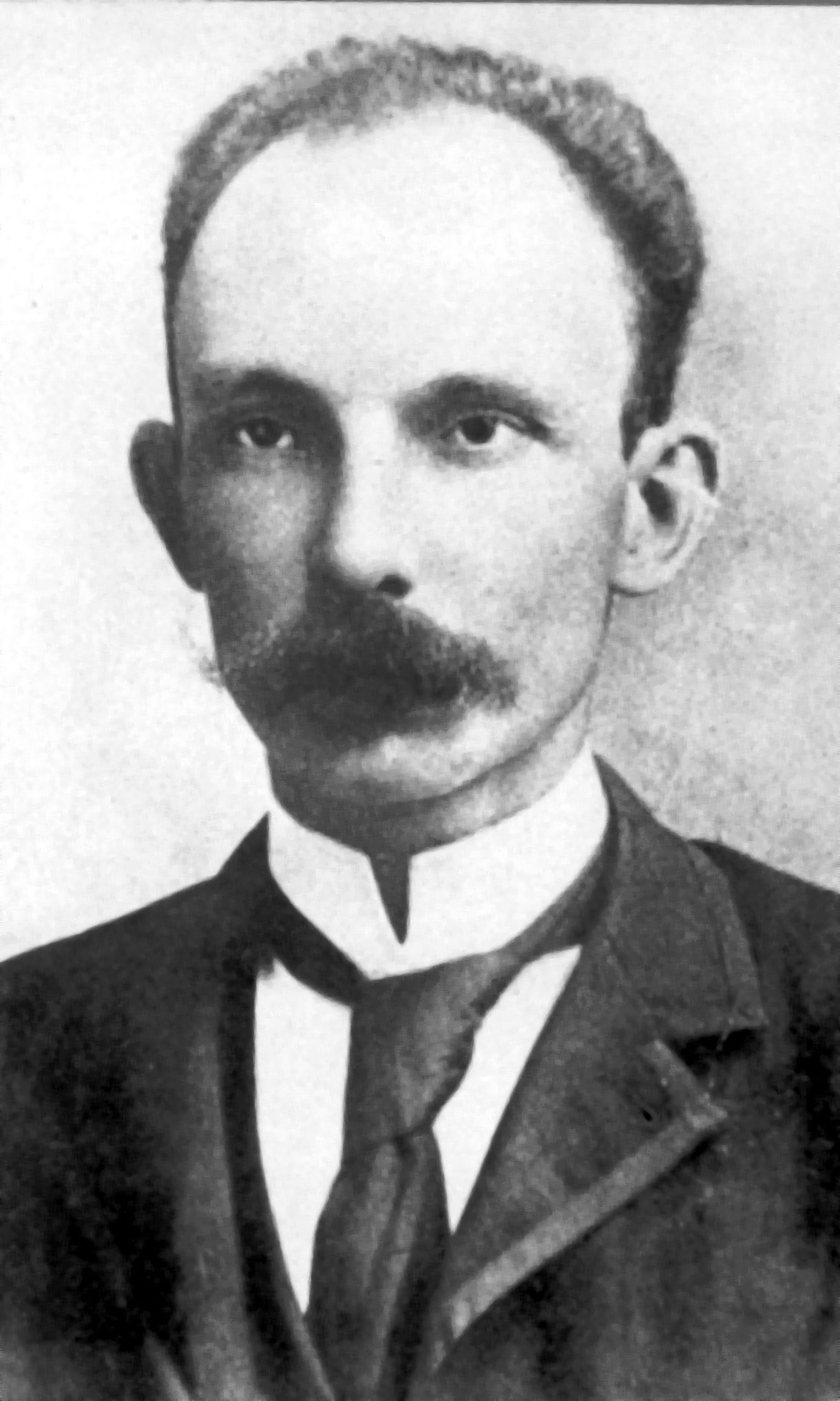
Кубинський поет Хосе Марті

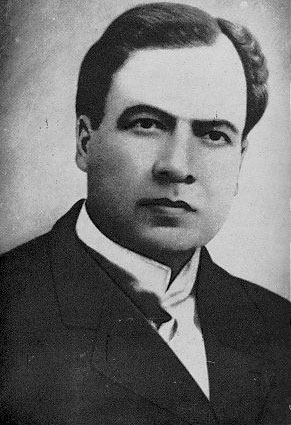
Нікарагуанський поет Рубен Даріо

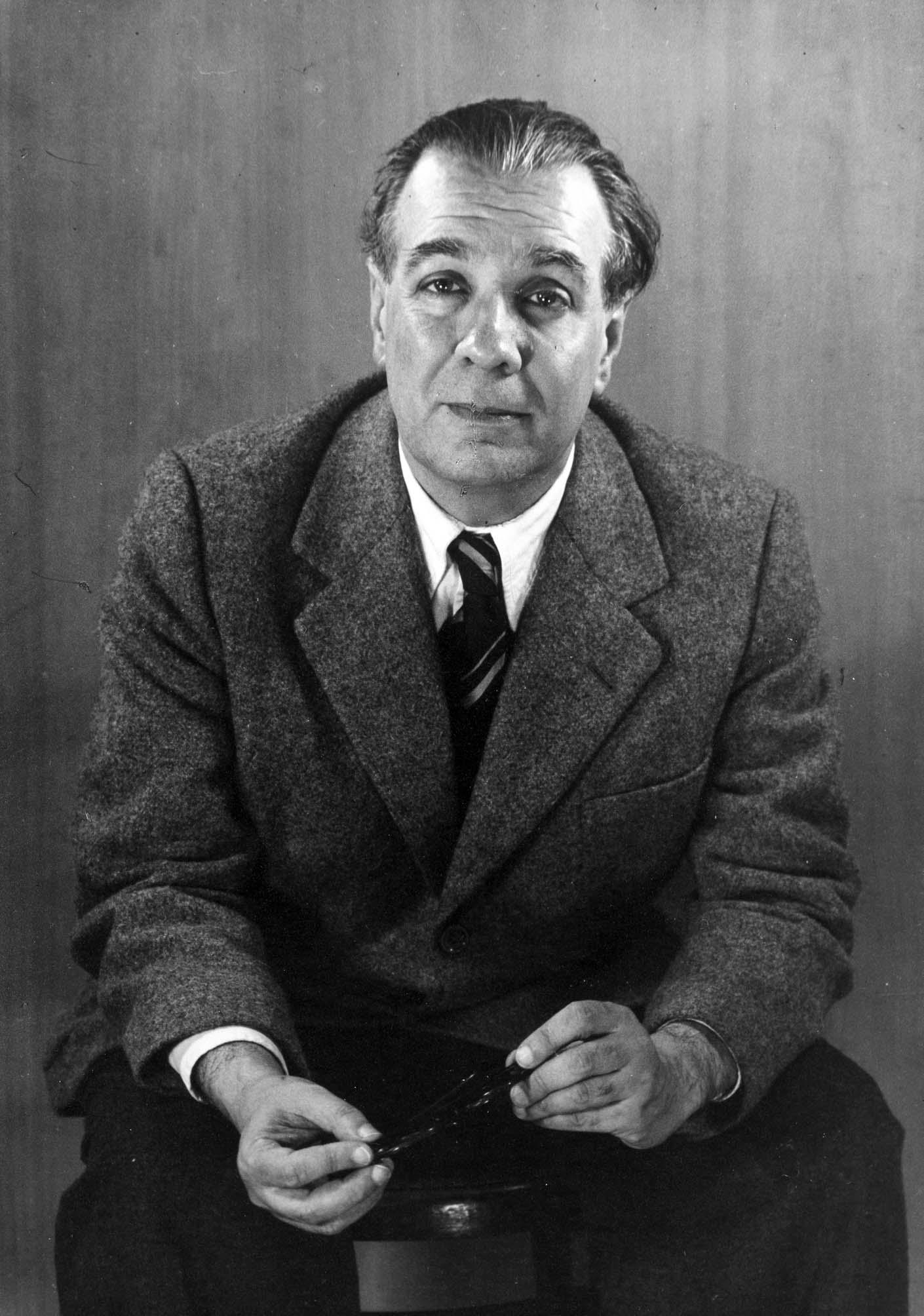
аргентинський письменник Хорхе Луїс Борхес

### Поезія після модернізму

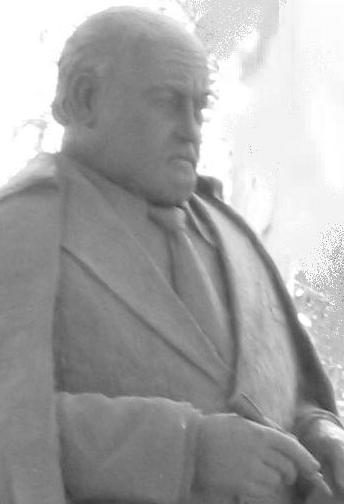
Альфонсо Реєс, автор визначних творів мексиканського сюрреалізму.

### Латиноамериканський бум

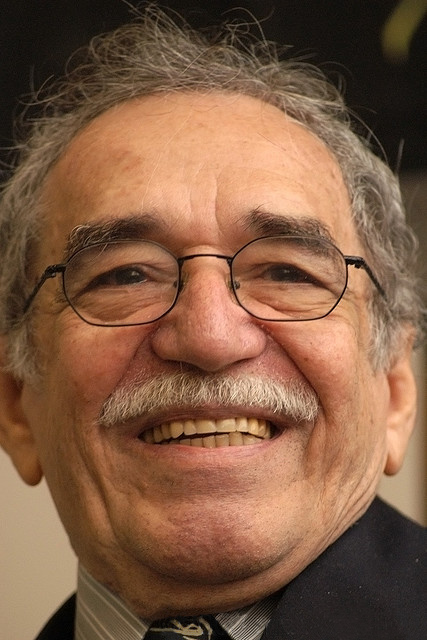
Габрієль Гарсія Маркес — найвідоміший письменник часів латиноамериканського буму

### Пост-бум та сучасна література

Роберто Боланьо — один з найвизначніших представинків покоління пост-буму